# Sogndal
Sogndal este o comună din provincia Sogn og Fjordane, Norvegia.